# Palais du Belvédère (Vatican)
 (décembre 2021).
Si vous disposez d'ouvrages ou d'articles de référence ou si vous connaissez des sites web de qualité traitant du thème abordé ici, merci de compléter l'article en donnant les références utiles à sa vérifiabilité et en les liant à la section « Notes et références ».
Pour les articles homonymes, voir Palais du Belvédère et Belvédère.

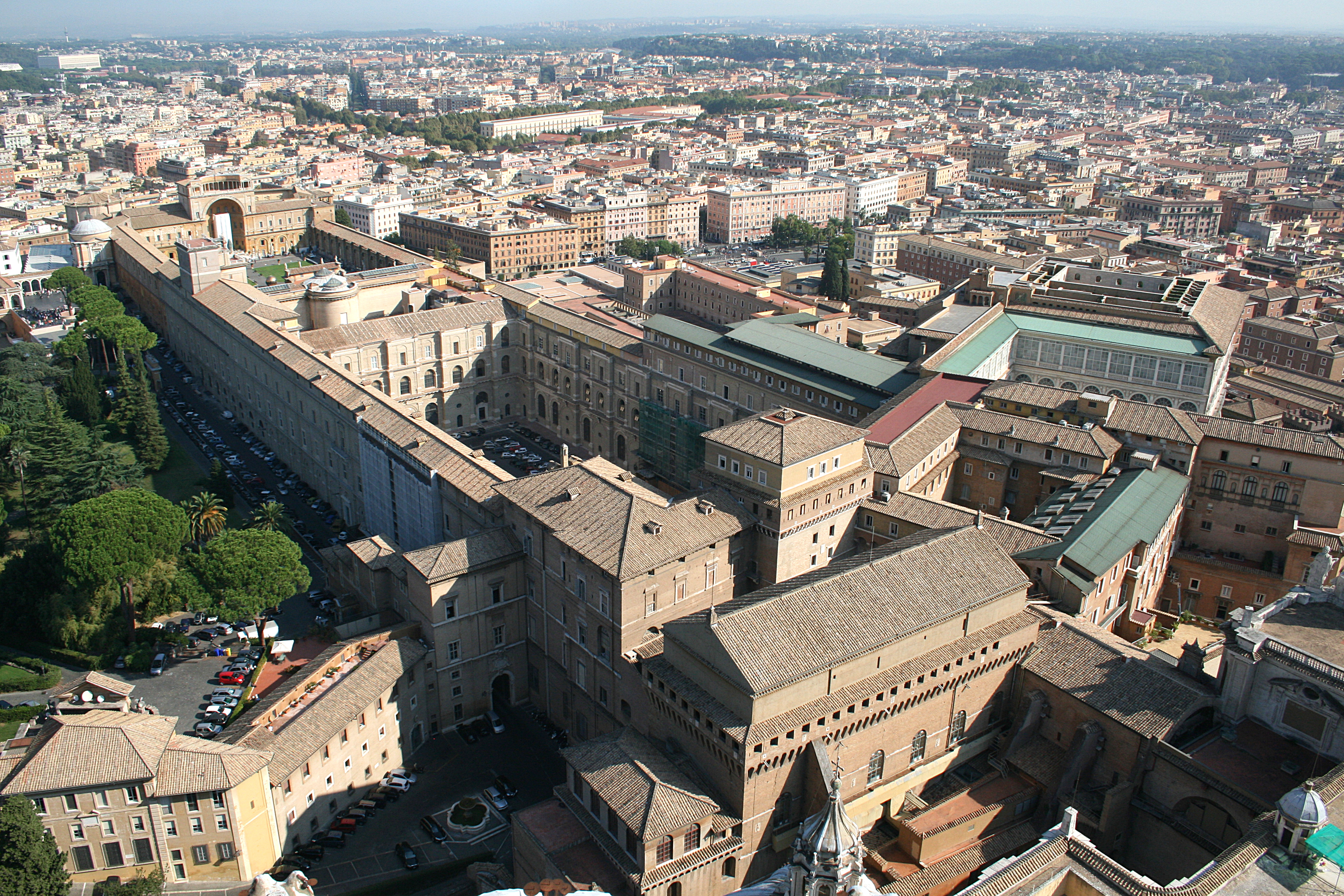
Le Cortile del Belvedere vu de la coupole de Saint-Pierre.

Le palais du Belvédère, au Vatican, fait partie du vaste complexe urbanistique constitué autour du Palais apostolique.
Sur la colline à l'arrière du Palais du Vatican, Antonio Pollaiuolo a construit, à l'origine, un petit pavillon appelé le « Palais du Belvédère », pour le pape Innocent VIII, à partir de 1482. Le pape commande une série de fresques (détruites au XVIIe siècle) pour la chapelle à Andrea Mantegna qui s'installe à Rome à partir de 1488. 
Quelques années plus tard, Donato Bramante a relié le palais apostolique au Belvédère, sur commande du pape Jules II, en créant la Cour du Belvédère (Cortile del Belvedere), où s'élève l'Apollon du Belvédère, l'une des plus fameuses sculptures antiques, avec également le Torse du Belvédère. Ainsi naquît l'engouement au cours du XVIe siècle pour le Belvédère.
En 1522, le pape hollandais Adrien VI, pendant son court pontificat, nomma Jan van Scorel conservateur des collections pontificales du Belvédère. Après la mort du pape, un an plus tard, le peintre retourna en Hollande.

## Vues

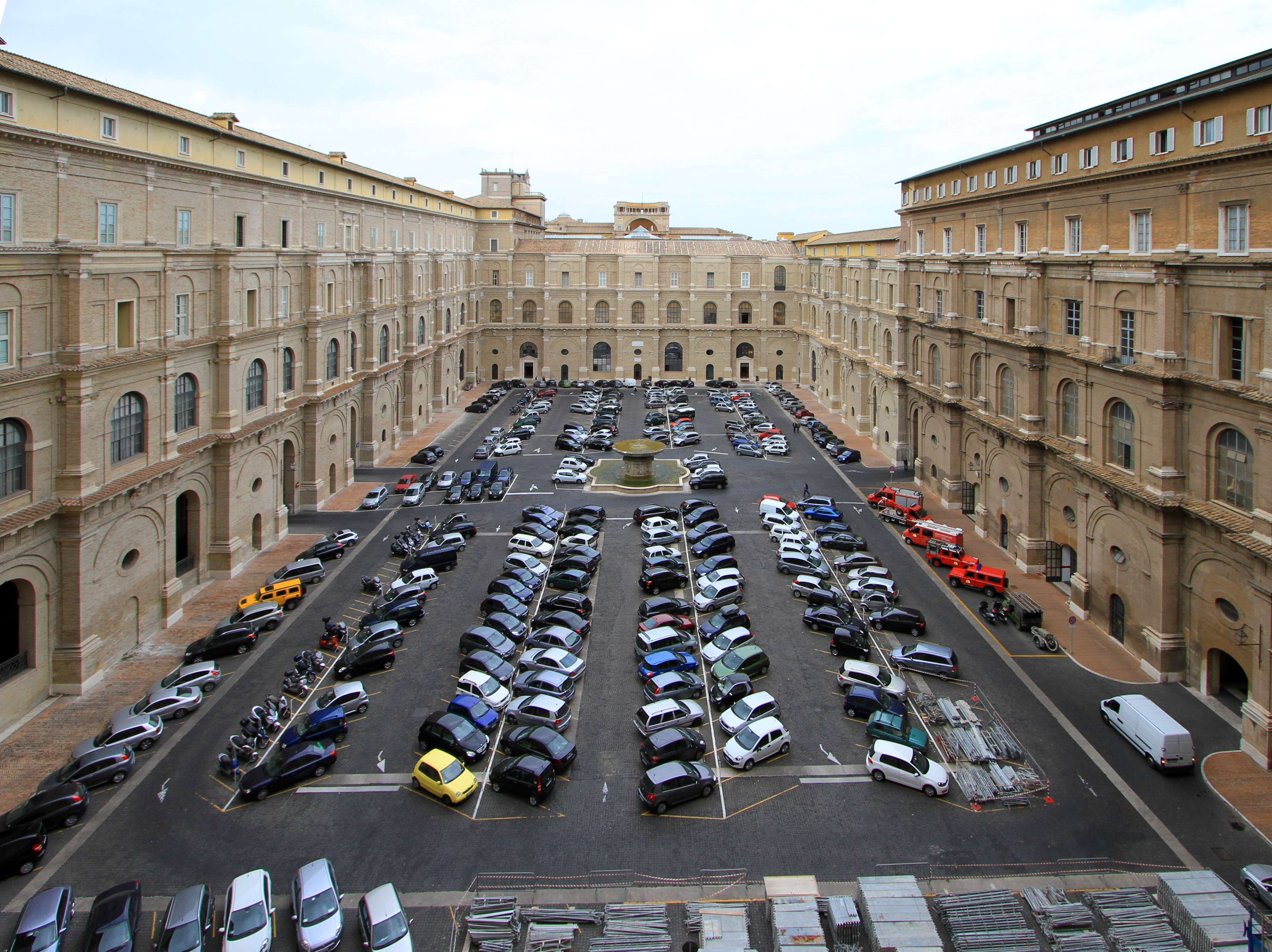
Cortile del Belvedere
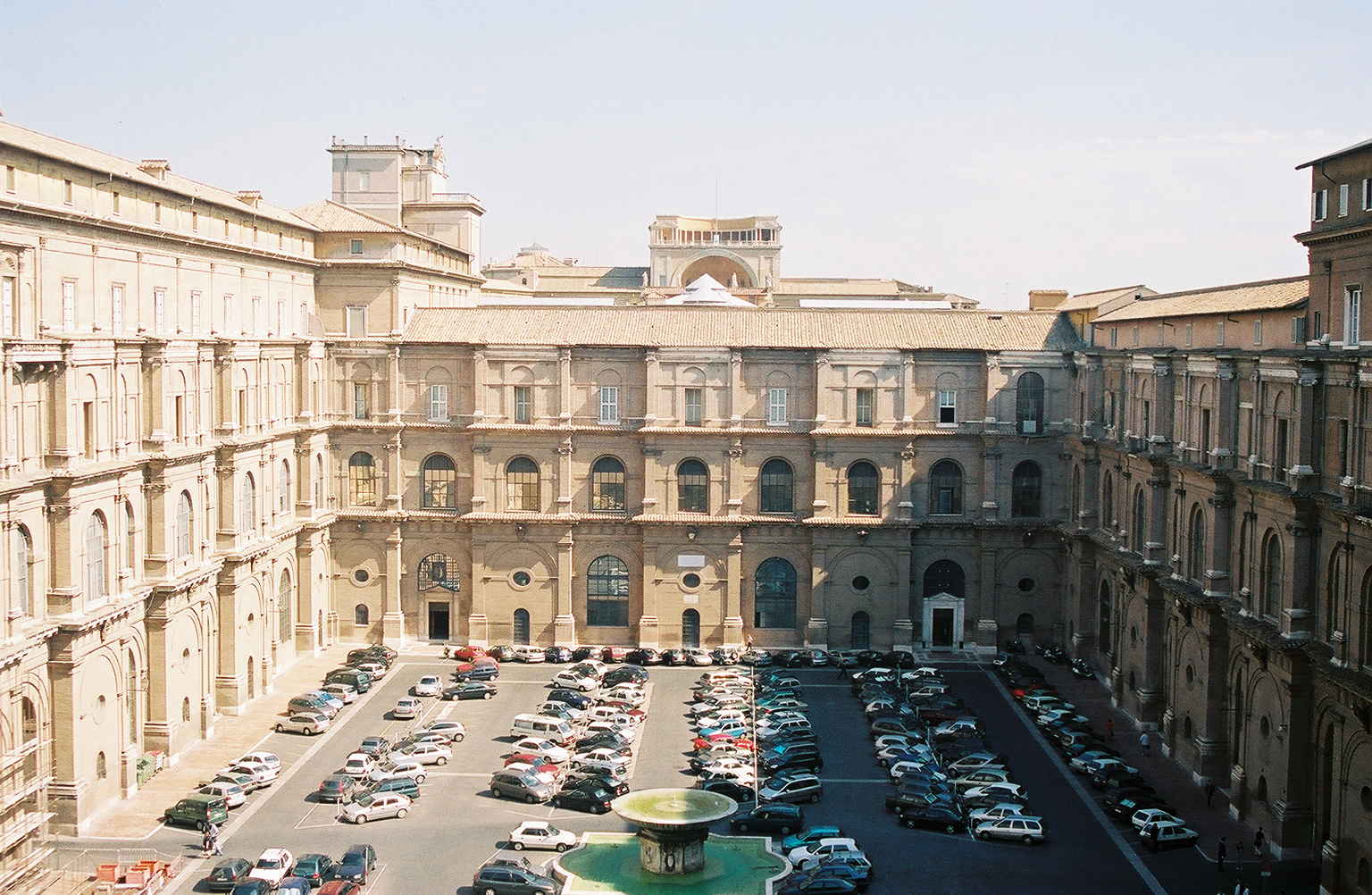
Façades du Palais
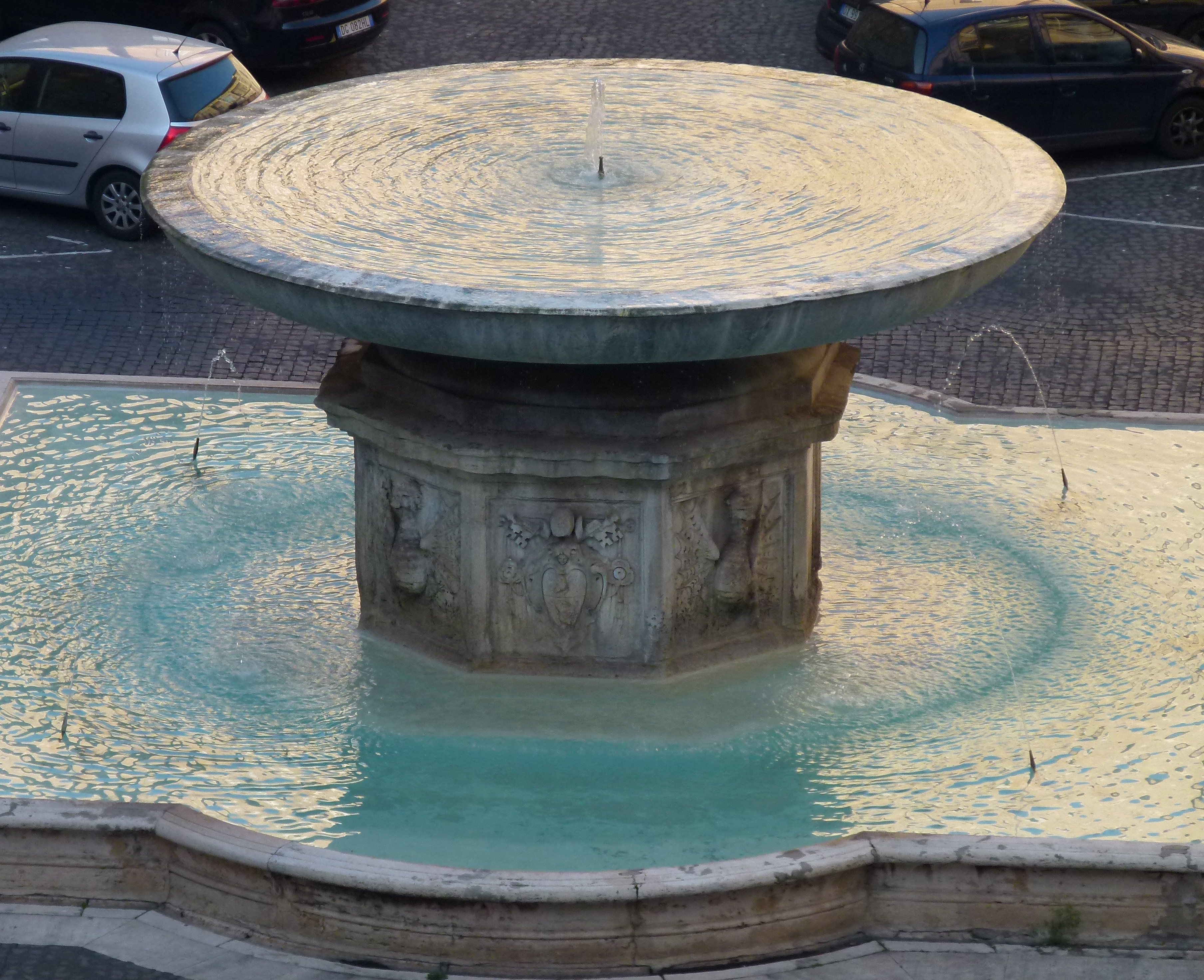
Fontaine, au centre du Cortile